# Remzi Laho
Remzi Laho (ur. 1967) – albański lekkoatleta, długodystansowiec.
W 1991 i 1992 triumfował w mistrzostwach Albanii w maratonie (w 1991 mistrzostwa Albanii i Bułgarii rozgrywano wspólnie, Laho uzyskał wtedy lepszy czas od złotego medalisty mistrzostw Bułgarii – Iwana Stojanowa).

## Rekordy życiowe
- maraton – 2:25:29 (1991)[1] rekord Albanii[4][5]